# Kéttövises ecsetcincér
A kéttövises ecsetcincér (Pogonocherus hispidus) a cincérfélék családjába tartozó, Európában honos, lombos fákon élő bogárfaj. 

## Megjelenése
A kéttövises ecsetcincér testhossza 4-6 mm. Az előtor oldalaiból egy-egy tüske áll ki, a szárnyfedők oldalvonalai a vállaktól végig keskenyednek. A szárnyfedők végén a külső szöglet tüskeszerűen kihúzott. Alapszíne fekete, a térdek, a lábszárak töve (valamint egy-egy gyűrű a végük előtt), a combok töve vöröses; csápjai barnásvörösek. Szárnyfedőin a vállaktól széles, rézsútos, világosabb barna vagy szürke sáv húzódik. A szárnyfedők belső bordáján a közepe mögött két-két fekete szőrpamacs látható, a felső széle mögötti dudor erőteljes és az is szőrpamacsot visel; mögötte a rézsútos bemélyedés erőteljes. Az előtoron két fényes bütyök látszik, felülete ezek kivételével hosszirányban sűrűn ráncolt. 

## Elterjedése és életmódja
Európában honos, Észak-Spanyolországtól Nyugat-Oroszországig és a Kaukázusig. Magyarországon mindenütt elterjedt, inkább a hegy- és dombvidékeken gyakori faj. 
Lárvája különféle lombos fák és cserjék (tölgy, szil, dió, hárs, gyertyán, gyümölcsfák, borostyán, vadrózsa, kökény, galagonya, kutyabenge, mogyoró, kecskerágó, ostorménfa, stb.) elszáradt vagy elhalóban lévő, 1-3 cm vastag ágaiban él. A kéreg alatt rágva széles, lapos galériákat készít; több lárva esetén a meggyengült kéreg leválhat. Fejlődése egy vagy két évig tart, majd nyáron a szijácsban bábkamrát készít. Az imágó nyár végén vagy ősszel bújik elő és vagy a bábkamrában, vagy az avarban, kéregrepedésekben áttelel. Kora tavasztól júniusig rajzik, többnyire a tápnövényén tartózkodik.

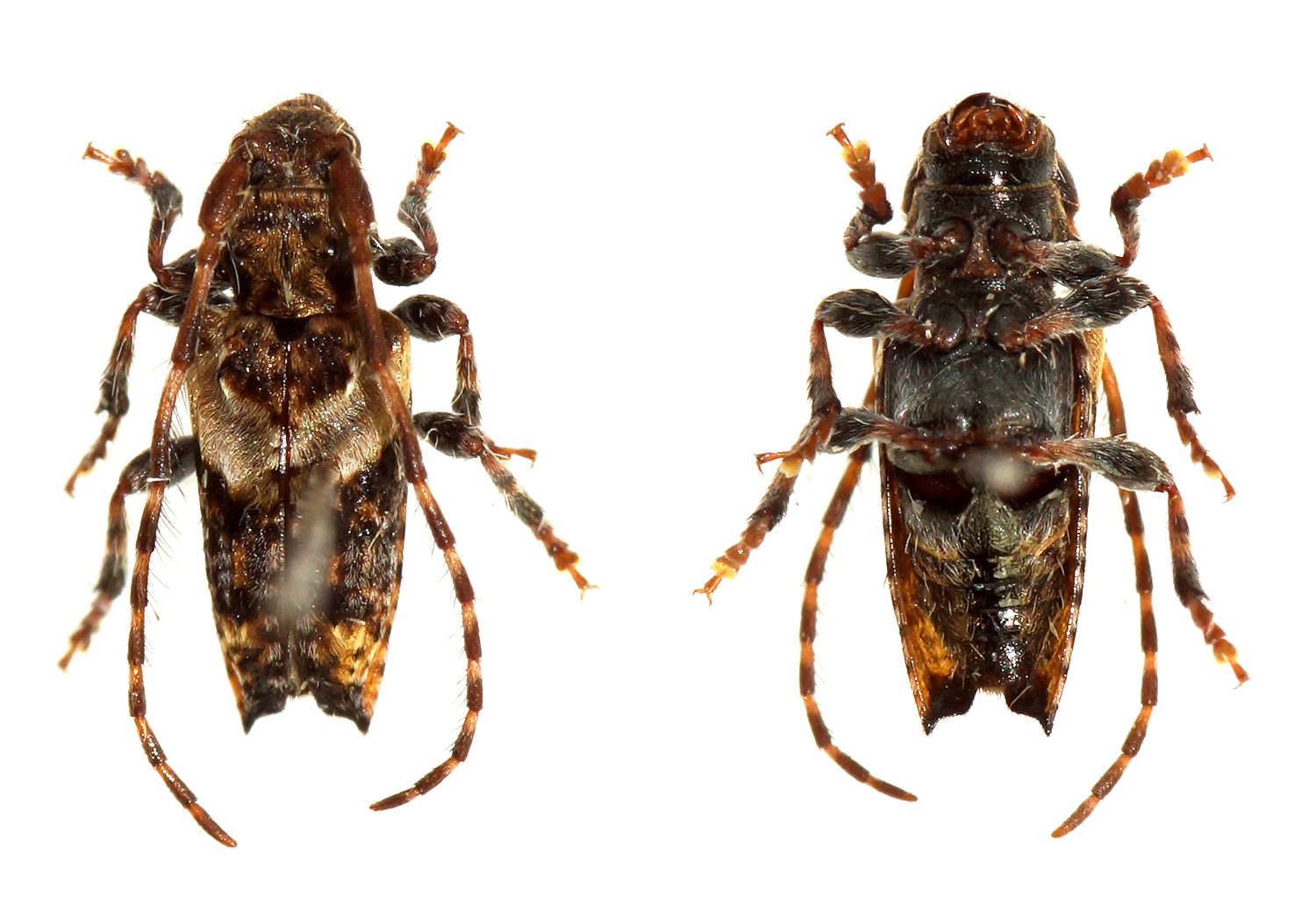
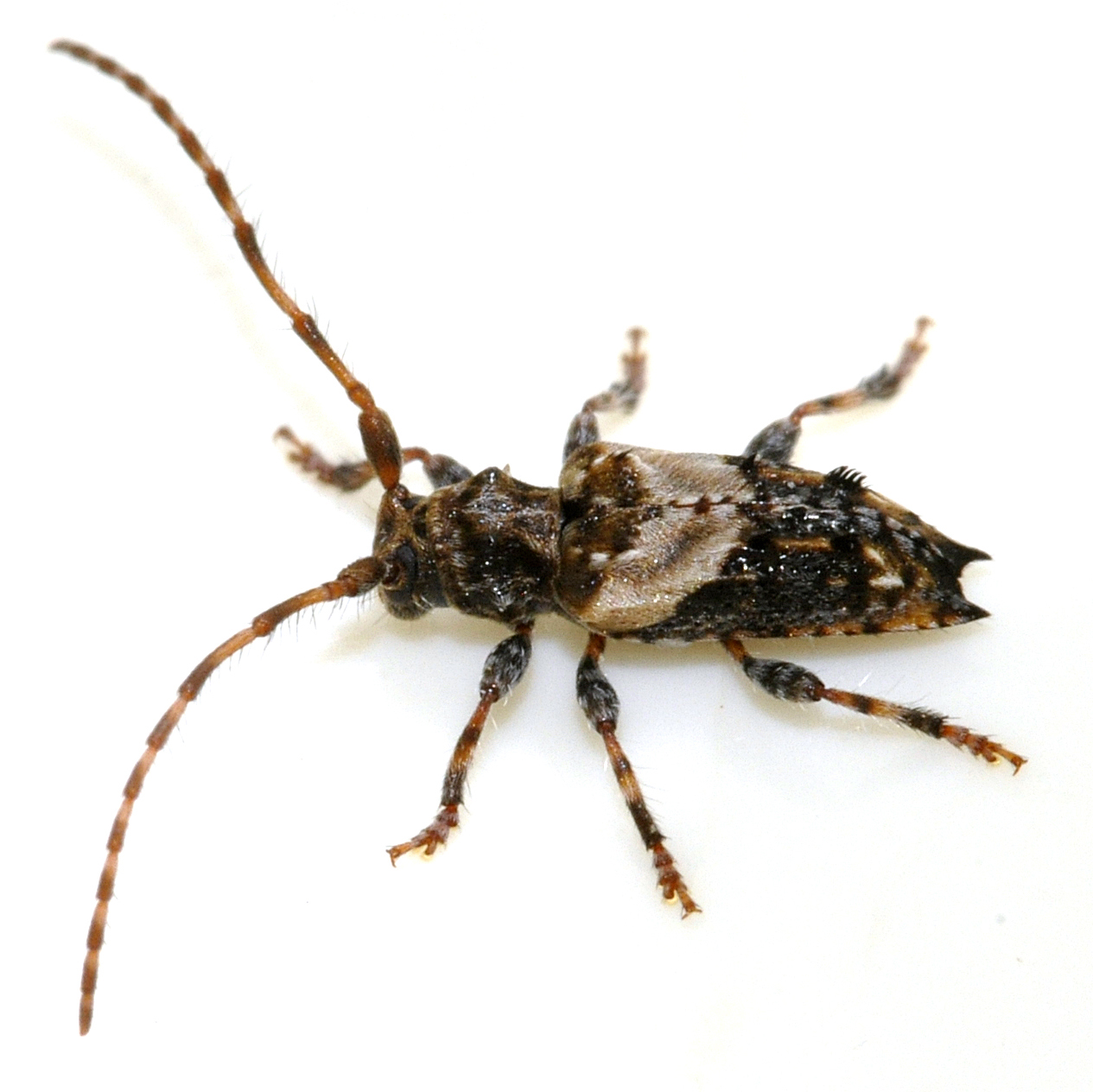
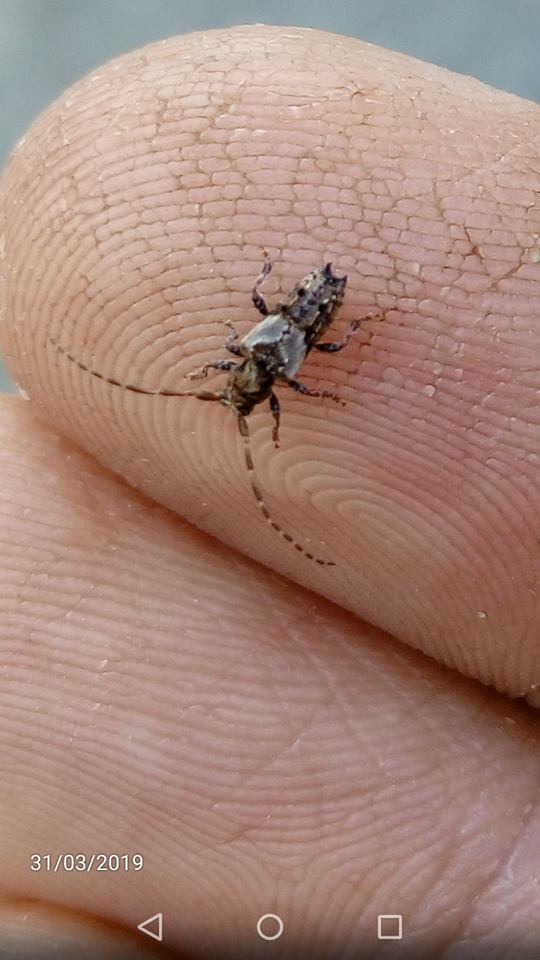
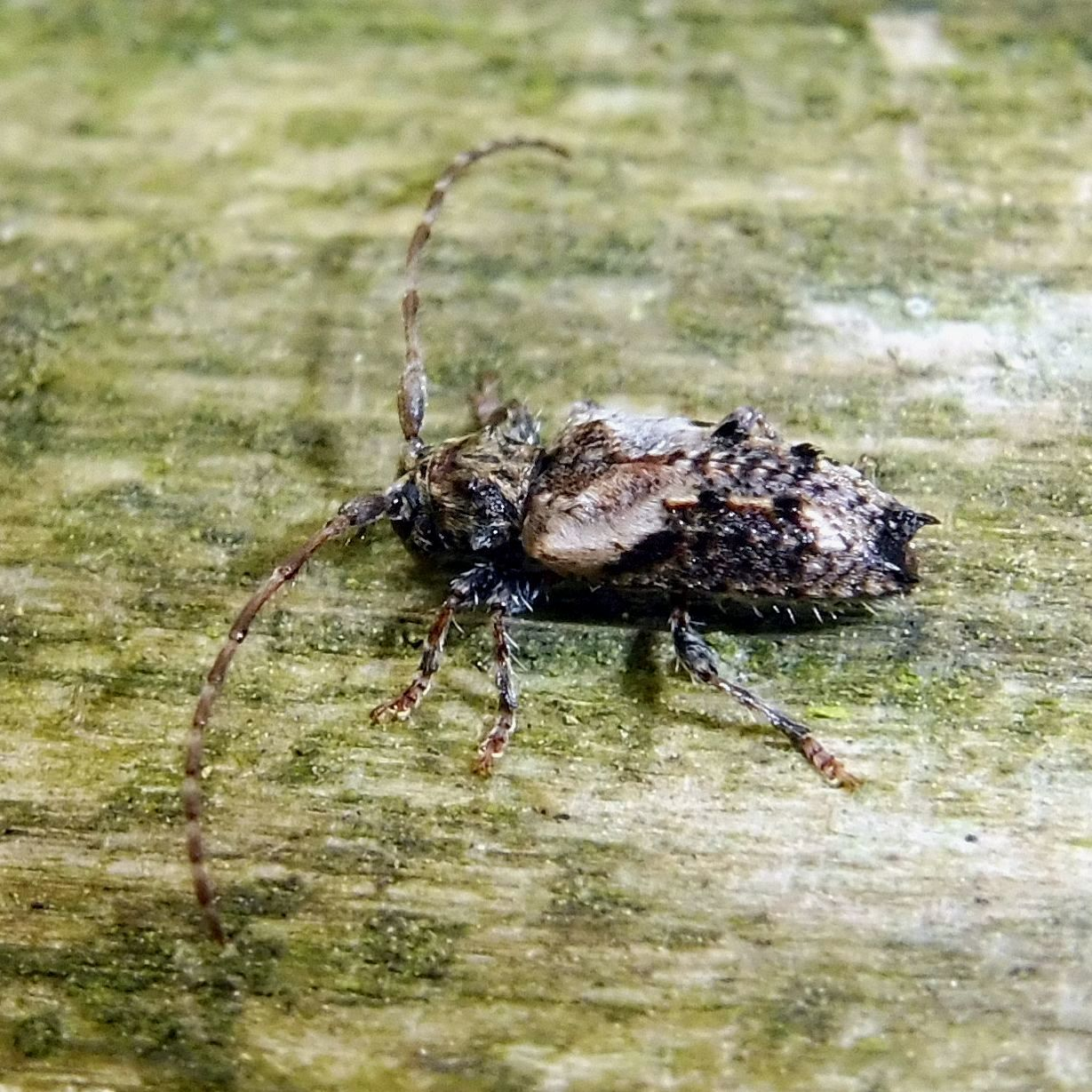
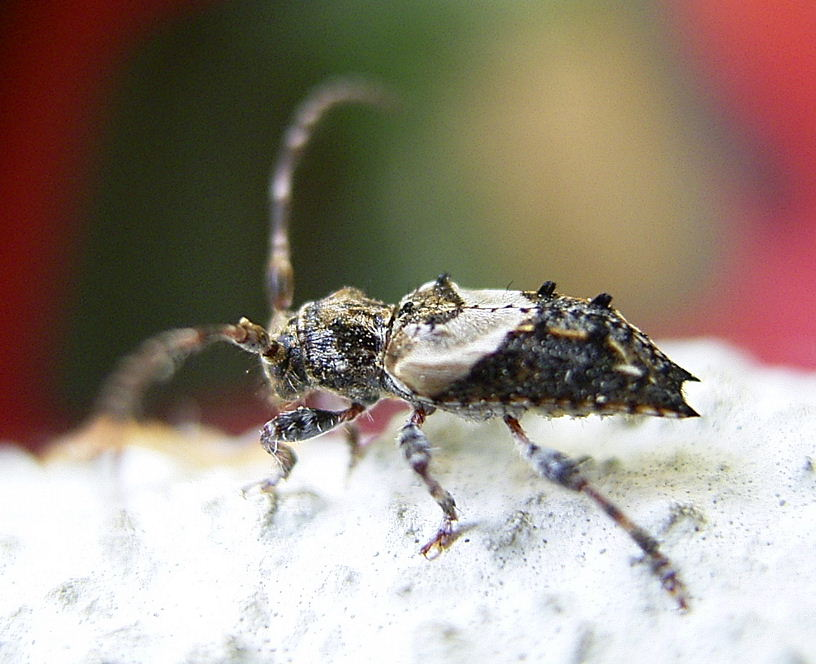

Magyarországon nem védett.